# Ola Melin
Ola Erik Armas Melin, född 25 juni 1975 i Simrishamn, är en före detta stadsträdgårdsmästare i Malmö stad och länsöverdirektör vid länsstyrelsen i Skåne län sedan 2017.
Efter studier i landskapsarkitektur vid SLU (Sveriges Lantbruksuniversitet) var Melin verksam i olika chefspositioner vid dåvarande LTJ-fakulteten vid SLU. (Landskap, trädgård, jordbruk) Han lämnade som fakultetsdirektör 2011 för ett uppdrag som avdelningschef och stadsträdgårdsmästare i Malmö stad. 
Ola Melin blev 2017 utsedd av regeringen till länsöverdirektör vid länsstyrelsen i Skåne.
Ola Melin är son till Olof Armas Melin och Kerstin Berg Melin. Han gifte sig 2014 med Emilie Hanna Maria Wieslander.